# 东凤镇 (中山市)
22°41′05″N 113°15′15″E / 22.684732°N 113.254272°E
東鳳鎮是中國廣東省中山市下辖的一个镇，位于中山市北部，面積54.8平方千米，人口約14萬。

## 歷史
“東鳳”一名取自於近代的三個轄區：東海、鳳儀、鳳鳴。但現在的含義已轉變為一向東的鳳凰，官方則是以一向東（右）的金色鳳凰作為標誌。
東鳳直到明中至清初才開始有人移居於此，皆因元代以前東鳳大片地區仍然為汪洋大海，而此後才續漸由於西江支流的沖漬而淤漬成數個沙洲，如大拗沙、罟步沙、伯公沙等，但現在現在己多去掉“沙”字，而成為當地地名。初時移居當地的人多以垦耕為業，原住地以隣近縣鎮為居多，如本市的小欖、黃圃和順德的大良、勒流。後築成多個以“圍”字為後輟的地域。
東鳳歷史上曾多次與隣近鎮區合並和分開自立。15到16世紀初在最早於漬成的大拗，罟步及伯公沙洲上始有人垦耕，當時分屬大欖都和黃旗都。宣統二年（1910年）改屬三，九區。1946年三區轄域改稱東海鄉，九區轄域稱鳳儀鄉。1950年鳳儀鄉又分立為鳳儀和鳳鳴兩鄉。1955年並入南頭區。1957年與南頭分立時稱東鳳鄉。1958年10月成立東鳳公社，於當年年底並入小欖公社，次年又分出自立。後又分立為東鳳和和平兩公社，屬南頭區。1974年又復析出稱東鳳公社。1983年稱區。1986年12月始成立鄉級鎮至今。

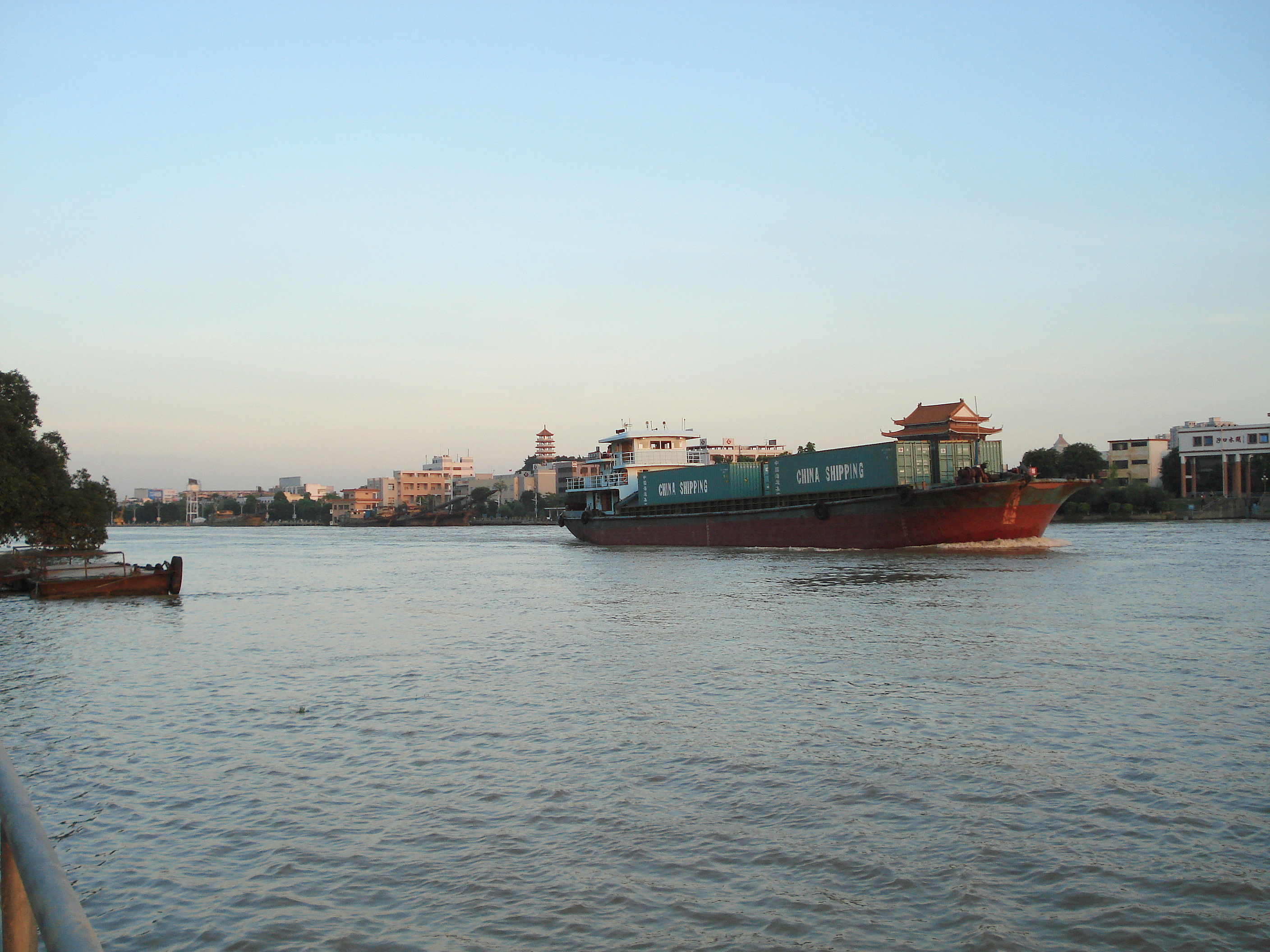
黃昏時候過往小欖水道之一貨櫃輪

## 地域
東鳳鎮大致為一西北──東南走向的地域。分別位於四極的村級行政區為：最東和最南的東罟步村，最西的安樂村，以及最北的同安村。東鳳地處珠三角西岸，西江下游支流鷄鴉水道和小欖水道相夾的淺陸上。為中山市一僅次於黃圃鎮的最北部鄉鎮。中心排河為一西北──東南橫貫東鳳中心的河涌。與本市南頭鎮，黃圃鎮，阜沙鎮，東昇鎮，小欖鎮以及佛山市順德區的容桂街辦和均安鎮阰隣。

## 行政区划
东凤镇現下轄5個社区和9個村。
- 社区：東興社區，伯公社区，民樂社区，小瀝社区，东海社区
- 村：同安村，和泰村，東和平村，東罟步村，永益村，安樂村，穗成村，吉昌村，西罟步村。[2]

## 經濟

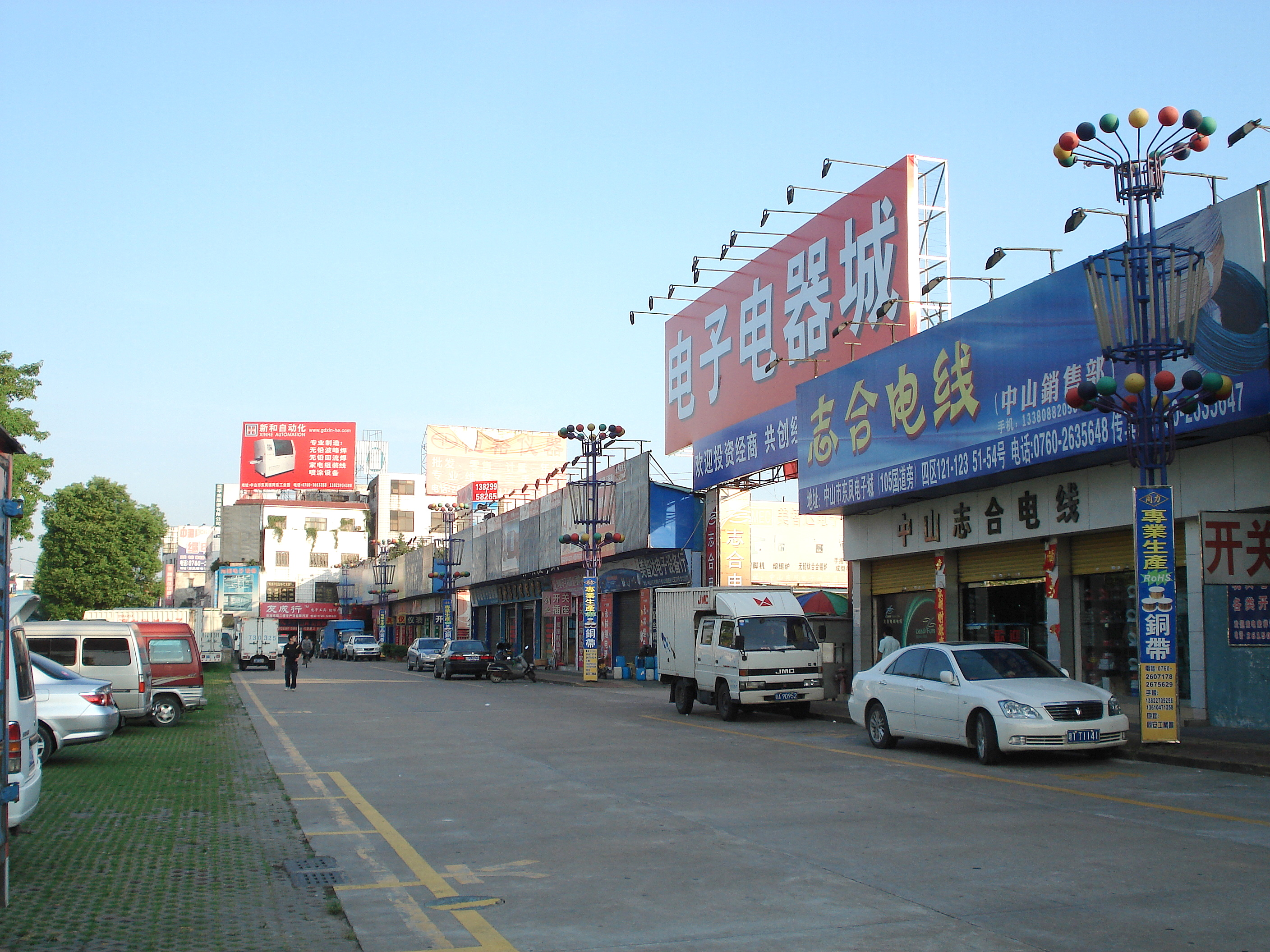
位於105國道旁的東鳳電子電器城

東鳳從改革開放始續漸走向以小家電為主導的電子生產業。但近來各種工業也稍有發展。位於轄區內的美日潔寶有限公司，鐵將軍防盜設備有限公司，高雅線圈制品有限公司，以及於東鳳設立分廠區的美的集團股份有限公司為較知名的企業。

## 市政和民生
截至2020年第七次全國人口普查，中山市東鳳鎮的常駐人口約為149,004人。其中外來人口占70-80%左右。

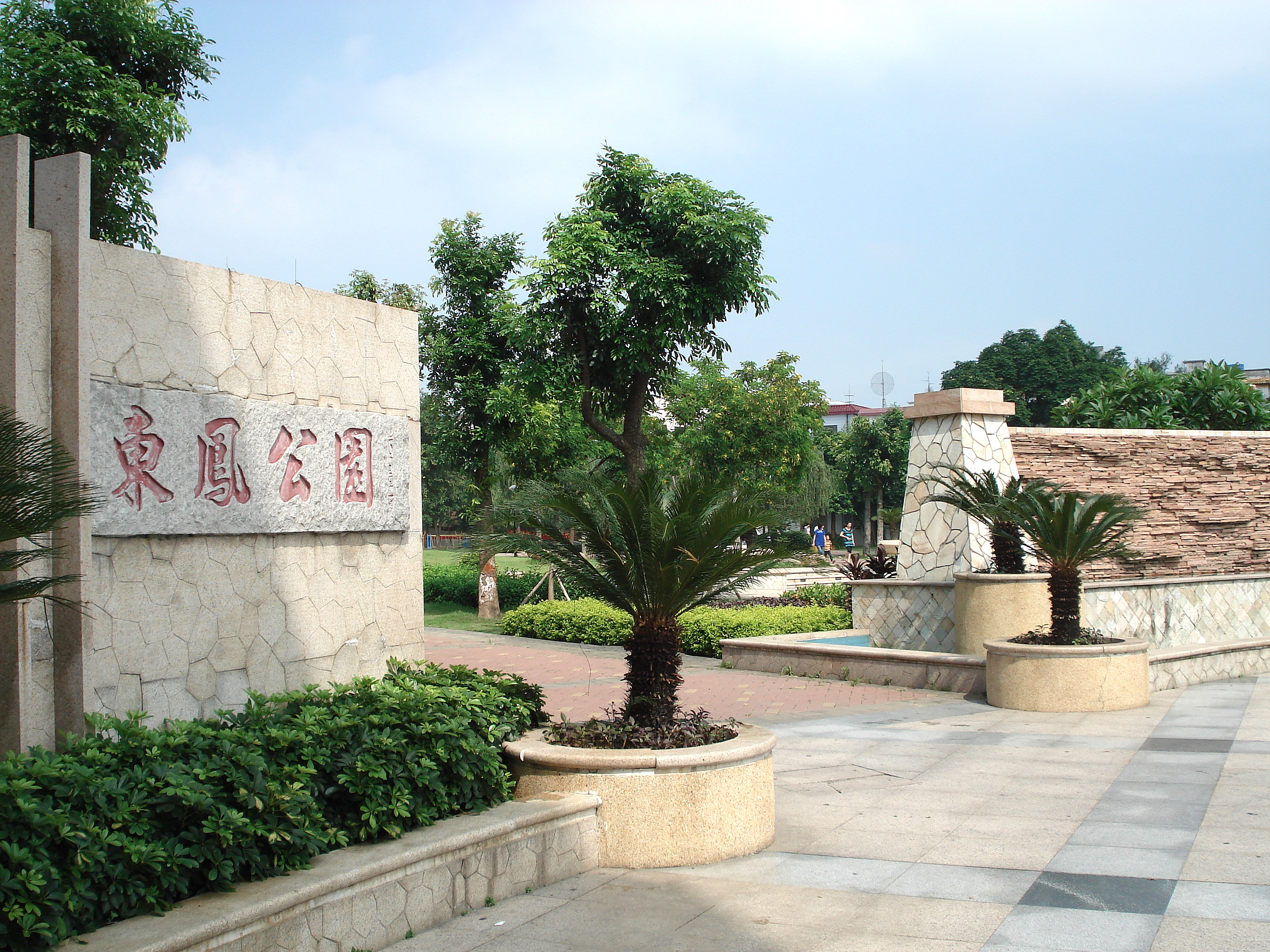
從新規劃興建的東鳳公園

東鳳近年來在河道污染，道路建設以及市政公園綠地上花了一定力度。從新規劃建成了東鳳公園，拆御舊東鳳市場改建為鳳凰公園。以及在多個地點增建了市民健身和休閒場所。隨著經濟的發展，多個地產也逐步發展起來，如位於小瀝的逸湖半島地產。以及位於伯公的東御世家地產。但隨著近年來大量外來勞工的擁入，逐漸出現治安惡化的跡象。公安部門己於最近在各個主要公衆地點安裝了治安監察儀器。
東鳳目前還没有大學，但有中學3間，其中初級中學2間，高級職業學校1間，小學12間，其中公辦小學11間，民辦小學1間，以及幼稚園17間。
- 高級職業中學：東鳳理工學校
- 普通初級中學：東鳳中學，東鳳二中

## 交通
105國道南北貫穿西北部，為一車流輛極度煩忙的干道，并曾發生過多起重大交通事故。364省道穿越中心全境與105國道相交會，以及較多的鄉級道路和街道，其中興華路為東鳳最為熱閙的街道之一。以下公交路线会经过或全线位于东凤镇：
- 303路：由小欖車站至黃圃公車樞紐站
- 320路：從東罟村至東鳳鎮政府
- 321路：由和穗生態園至和穗生態園東鳳鎮唯一的一條環形公車
- 512路：由城軌小欖站至阜沙工業區
- K12路：由博覽中心至東鳳人民醫院
- K20路：由城南公車樞紐站至黃圃公車樞紐站
- K929路：由東鳳鎮政府至新能源汽車小鎮公車首末站

在鐵路方面，南沙港鐵路雖然有在東鳳鎮設站。但是該車站暫不提供服務。根據目前的規劃訊息，廣州地鐵18號線南延段將延伸至中山和珠海方向，但是否經過東鳳鎮尚未明確。
除此之外當地市民日常也使用渡淪過往小欖水道到逹小欖鎮和東昇鎮，或鷄鴉水道到逹南頭鎮。

## 旅遊點

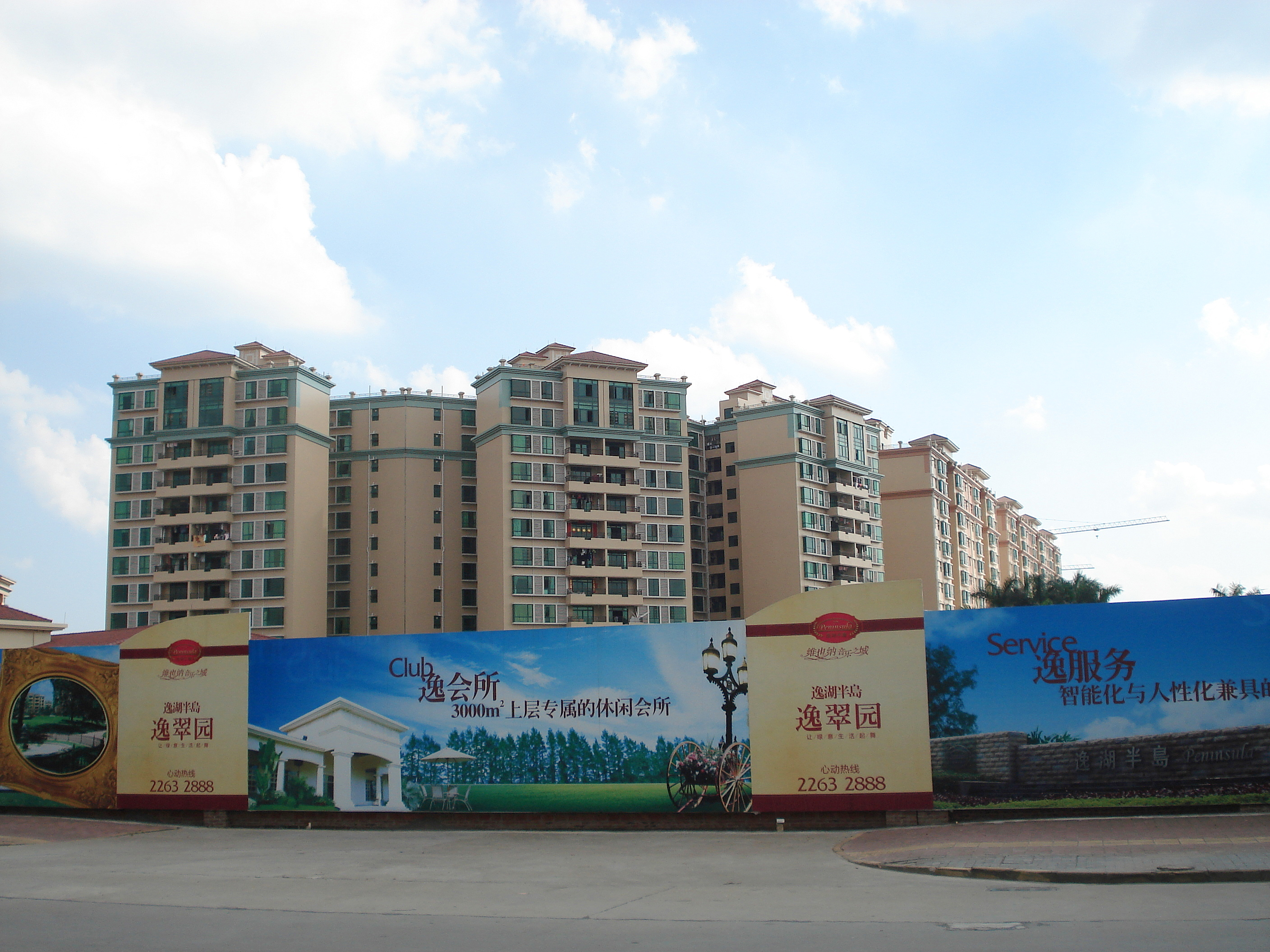
發展中之逸湖半島地產

東鳳并没有正式發展旅遊業，但某些地點仍然可以稍為提點：
- 興華中路：為東鳳開發最為早和商業最為集中的街道之一。

## 外部連結
- 東鳳鎮政府
- 東鳳小家電

1. ↑  .   [2025-01-19]. （原始内容存档于2025-01-26）.
2. ↑  .   [2020-08-06]. （原始内容存档于2020-11-03）.